# 이치원
이치원(1982년 4월 25일 ~ )은 대한민국의 작/편곡가다.